# Molophilus (Molophilus) stroblianus
Molophilus (Molophilus) stroblianus is een tweevleugelige uit de familie steltmuggen (Limoniidae). De soort komt voor in het Palearctisch gebied.